# ممنوعیت مرگ

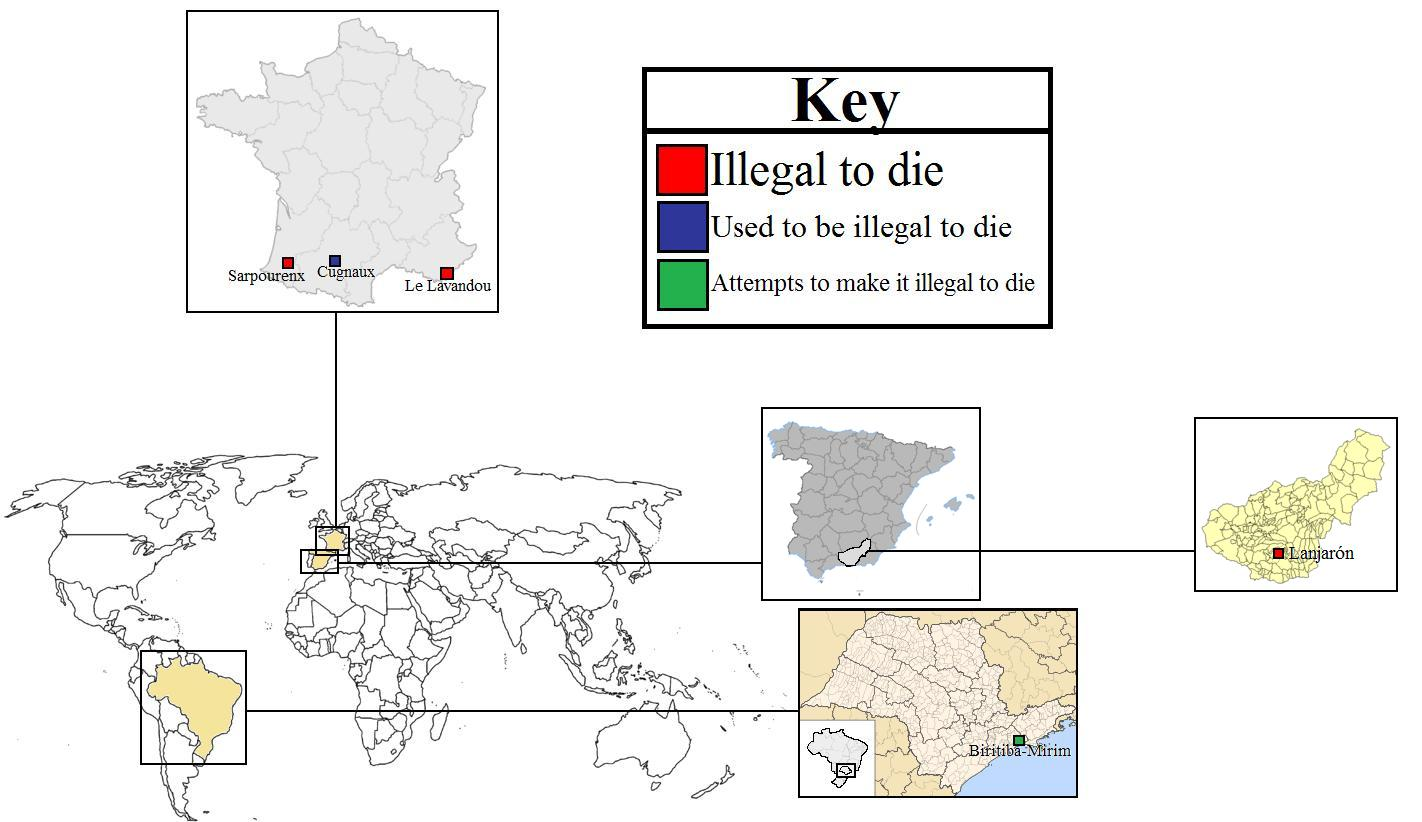
نقشه مکان‌های که در آن مردن غیرقانونی است یا قبلاً غیرقانونی بوده یا تلاش برای غیرقانونی کردن آن وجود دارد

ممنوعیت مرگ پدیده اجتماعی، سیاسی و تابو است که در آن طی یک قانون مصوب مردن غیرقانونی ممنوع می‌شود. معمولاً به‌طور خاص در برخی از بخش‌های سیاسی یا در ساختمان خاصی.
اولین مورد منع از مرگ در قرن ۵ قبل از میلاد در یونان جزیره دلوس رخ داد؛ به دلایل مذهبی مرگ در دلوس ممنوع شد.
امروز در اکثر موارد، ممنوعیت مرگ یک واکنش طنز به شکست دولت در گسترش گورستان شهری است. در اسپانیا مرگ در یک شهر ممنوع است؛ در فرانسه مرگ در چندین شهرک ممنوع است؛ و در بخشی در برزیل در سال ۲۰۰۵ تلاش برای ممنوعیت مرگ صورت گرفت.